# Estació de Daours
L'estació de Daours és una estació ferroviària situada al municipi francès de Daours (al departament del Somme).
És servida pels trens del TER Picardie.
| Provinença | Estació anterior | Línia        | Estació següent | Destinació     |
| ---------- | ---------------- | ------------ | --------------- | -------------- |
| Amiens     | Lamotte-Brebière | TER Picardie | Corbie          | Lille-Flandres |